# Dion Brandon
Dion Brandon (8 giugno 1986) è un ex calciatore britannico delle Isole Cayman, di ruolo centrocampista.

## Carriera

### Club
Ha giocato nella massima serie del campionato delle Isole Cayman con il Future.

### Nazionale
Ha esordito in Nazionale nel 2008, giocando poi 5 partite di qualificazione ai Mondiali 2014.